# Ване Арсов
Иван (Ване) Арсов е български революционер, деец на Вътрешната македоно-одринска революционна организация и на Македонската федеративна организация.

## Биография
Роден е в щипското село Долани, тогава в Османската империя. Присъединява се към ВМОРО. В 1910 година по време на обезоръжителната акция Ване Арсов е арестуван и измъчван заедно с Моне Филов, Тимо Митрев, Трайчо Стоянов, Арсо Георов, Мите Цеков и още двама души от селото.
След като родният му край попада в Сърбия след Междусъюзническата война, продължава с революционната си дейност. В 1914 – 1915 година е четник на Иван Бърльо.
След Първата световна война първочачално се занимава с разбойничество и по-късно Арсов става активист на Македонската федеративна организация, влязла в конфликт с възстановената от Тодор Александров Вътрешна македонска революционна организация и подкрепяща правителството на Александър Стамболийски. Според Иван Михайлов на 8 април 1919 година четата на Арсов в състав Антон Митев от Сулдурци, Доне Христов от Долани, Христо Сараманли, от Радовиш, Иван Стайков, Петруш Атанасов и Мите Янев и тримата от  Гарван нахлува в Липа, Тиквешко, изтезава и обира първенеца Тодор и обезчестява жена му и дъщеря му. Сръбските власти приписват деянието на български войници и обвиняват България. През пролетта на 1920 година Ване Арсов, Мите Соколарски - Суджукаро, Пано Ефтимов, Яким Трайчев, Мите Димов и Пано Жигянски обират Димчо Челебия от влашките колиби на Вакъв, Паланечко, като планът за обира е изготвен в квартирата на Григор и Митруш Циклеви при участието на Дончо Ангелов.
На 21 юли 1921 година чета в състав Ване Арсов, Мите Соколарски, Яне Велинов, Сандо Пехливана, Мане Стоянов, Пане Ефтимов, Гио Соколарски, Йордан Ефтимов, Сане Алексов, Лазо Трогерски, Дане, Алекси и Богдан от Църнилище влиза в Кьоселари, Светиниколско, зверски изтезава и ограбва 600 лири от Ферид бей, а слугата му убива. На 23 юли същата чета ограбва кехаите и по-заможните власи в колибите на връх Чатала, Плачковица. На 8 ноември 1921 година Григор Циклев, Мане Стоянов, Пано Ефтимов, Ване Арсов и Мите Суджукаро убиват в Кюстендил хотелиера Стоян Ив. Антов.
Иван Михайлов се среща с Арсов, когото нарича най-хитрия между бандитите, и се опитва да го върне във ВМРО, но без успех. След неуспешния опит да нахлуят в Македония и да убият Тодор Александров (24 април – 8 май 1922) федералистите Григор Циклев, Мите Соколарски, Ване Арсов и Яне Велинов се установяват в Кюстендил, където започват грабежи и убийства и събират данък от името на МФО. През септември 1922 година федералистка чета, начело с Ване Арсов, в която влизат Яне Велинов, Григор Циклев, Мите Соколарски, Санде Пехливана, Стоян Чочков, Наке Шанев и други, извършва по-голямата част от жестокостите по време на така наречените Търновски събития. След завръщането от Търново федералистката чета се установява в София, където убива войводата Михаил Радев, сподвижник на Тодор Александров. Тези действия водят до Кюстендилската акция на ВМРО. Щипските федерлистки дейци – Арсов, Стоян Мишев и други, правят опит за помирение с Тодор Александров чрез Славчо Ковачев.
Убит е в 1923 година от дееца на ВМРО Трайчо Пацков от Щип.